# 克里什托皮夫卡 (伊林齊區)
48°55′4″N 29°19′18″E / 48.91778°N 29.32167°E
克里什托皮夫卡（烏克蘭語：Криштопівка）是位於烏克蘭西部文尼察州裏海辛區的村莊，處於瓦利克河畔，始建於1450年，面積2.46平方公里，海拔高度268米，2001年人口642。